# パネル橋
パネル橋（パネルきょう）は、陸上自衛隊の装備。主に施設科に配備される。

## 特徴
車両も通行可能な架橋器材であり、分解状態で74式特大型トラックなどの運搬車により輸送される。人力などで組み立てられ展開する。戦車をはじめ、車両、人員の通行が可能である。ただし90式戦車は耐久重量50tの限界に近く、通行には主に後継のパネル橋MGBを用いる。

## 諸元
- 全長：約12.5m
- 全幅：3.4m
- 重量：108,000kg
- 耐用重量：50,000kg